# FK Mladost Lučani
Der FK Mladost Lučani (vollständiger offizieller Name auf Serbisch: Фудбалски клуб Младост Лучани –
ФК Младост Лучани, Fudbalski klub Mladost Lučani – FK Mladost Lučani), gewöhnlich Mladost Lučani, meist kurz Mladost (deutsch: „Jugend“ bzw. „Die Jugend“), ist die Fußballabteilung von Mladost Lučani, einem serbischen Sportverein aus der Stadt Lučani, die im Okrug Moravica liegt. Dem 1952 gegründeten Verein gelang in der Saison 2013/14 der Meisterschaftssieg der Prva liga und somit der Aufstieg in die Super liga, der höchsten Spielklasse im serbischen Fußball. Zuletzt war man in der Saison 2007/08 Erstligist.
Serbischer Pokalfinalist: 2018

## Europapokalbilanz
| Saison  | Wettbewerb         | Runde                  | Gegner     | Gesamt | Hin     | Rück    |
| ------- | ------------------ | ---------------------- | ---------- | ------ | ------- | ------- |
| 2017/18 | UEFA Europa League | 1. Qualifikationsrunde | İnter Baku | 0:5    | 0:3 (H) | 0:2 (A) |

Gesamtbilanz: 2 Spiele, 2 Niederlagen, 0:5 Tore (Tordifferenz −5)